# B.G. the Prince of Rap
B.G., the Prince of Rap, nome d'arte del rapper e artista dance Bernard Green (Washington, 28 settembre 1965 – Wiesbaden, 21 gennaio 2023), è stato un rapper statunitense di New Orleans, da non confondere con B.G.

## Biografia
Il suo brano This Beat Is Hot raggiunse il primo posto nella classifica Hot Dance Music/Club Play nel 1991. Altre canzoni note furono Take Control of the Party che occupò il secondo posto in classifica l'anno successivo (1992), Can We Get Enough? (1993), The Colour of My Dreams e Stomp.
Greene, nato a Washington, si trasferì nel settembre 2005 a Wiesbaden, una città tedesca vicino a Francoforte sul Meno, dove poi morì nel 2023 per un cancro alla prostata.

## Discografia

### Album in studio
- 1991 - The Power Of Rhythm (Dance Pool)
- 1994 - The Time Is Now (Dance Pool)
- 1996 - Get The Groove On (JAM!/Dance Pool)

### Singoli
- 1990 - Rap to the World
- 1991 - This Beat Is Hot
- 1991 - Give Me the Music
- 1991 - Take Control of the Party
- 1992 - The Power of Rhythm
- 1993 - Can We Get Enought?
- 1994 - The Colour of My Dreams
- 1994 - Rock a Bit
- 1995 - Can't Love You
- 1996 - Stomp!
- 1996 - Jump to This (Allnight!)
- 1996 - Take Me Through the Night